# Dzień Pamięci Warszawy
Dzień Pamięci Warszawy – święto lokalne obchodzone 1 sierpnia w celu upamiętnienia wybuchu powstania warszawskiego w 1944 roku. 

## Opis
Święto zostało ustanowione przez Radę Miasta Stołecznego Warszawy uchwałą z dnia 13 marca 2003 roku w miejsce, mającego być obchodzonym w tym samym dniu, Święta Warszawy. 
Głównym punktem obchodów święta jest uroczysta sesja Rady Miasta Stołecznego Warszawy na Zamku Królewskim w Warszawie. Ponadto w tym dniu wręczane są nagrody i tytuły honorowe; budynki miejskie i pojazdy miejskich spółek komunikacyjnych są dekorowane barwami narodowymi i barwami miasta stołecznego Warszawy. O godzinie 17, w godzinę „W”,  uruchamiane są syreny alarmowe.